# Transport a Guinea Equatorial

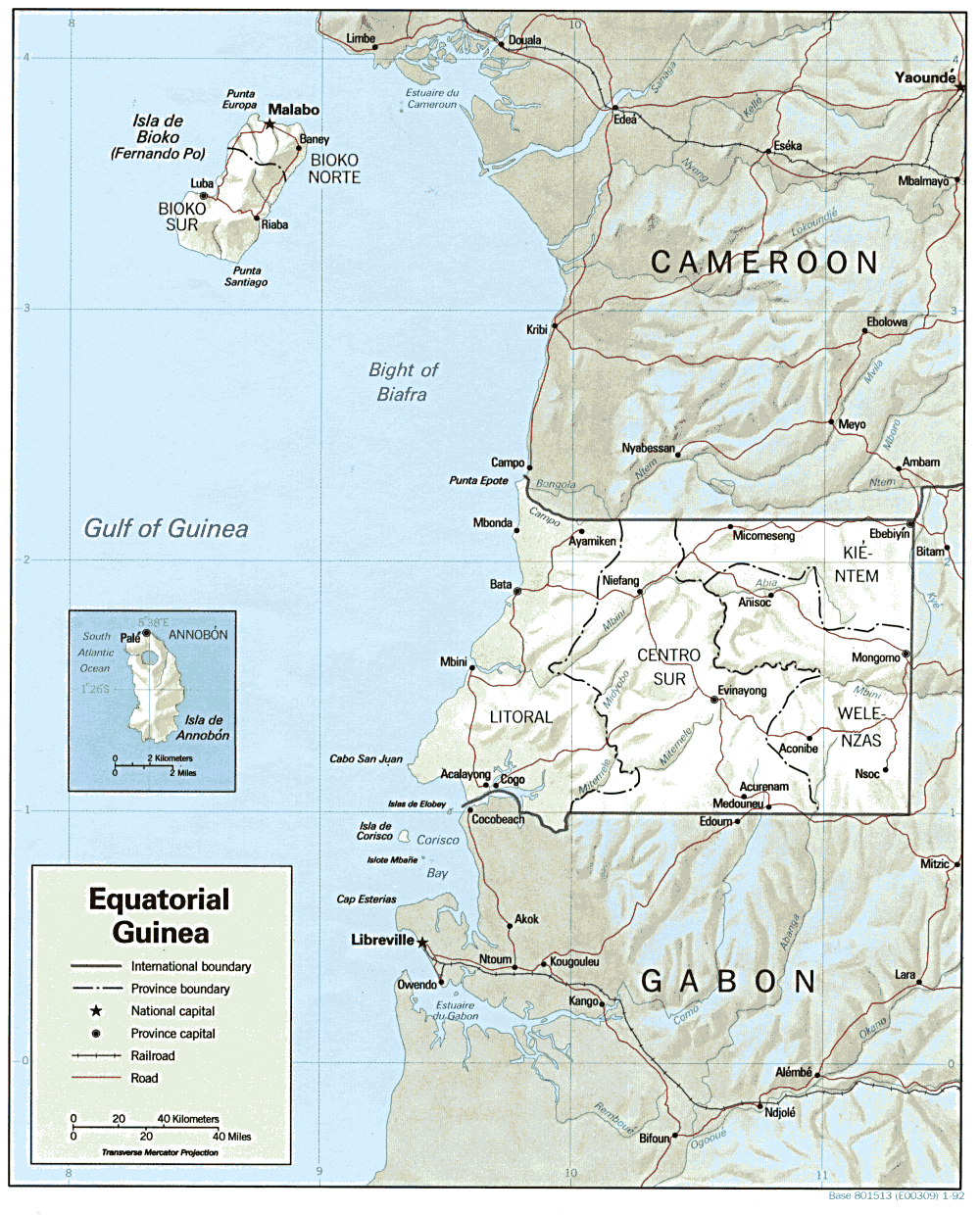
Mapa de les carreteres de Guinea Equatorial

El Transport en la Guinea Equatorial es realitza bàsicament amb l'ús de carreteres, pràcticament no hi ha ferrocarrils a Guinea Equatorial. Amb l'exterior s'utilitza el transport marítim i aeri el 1889.

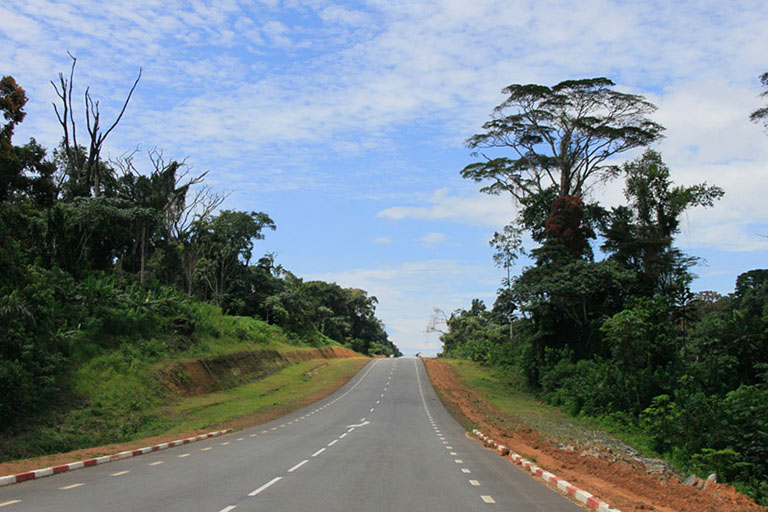
Carretera de Guinea Equatorial

## Carreteres
Hi ha 2.880 quilòmetres (1.790 milles) de carreteres a Guinea Equatorial, la majoria de les quals no estaven pavimentades en 2002. S'hi ha construït autopistes urbanes a Malabo i noves carreteres per tota l'illa de Bioko. A la zona continental hi ha nombroses autopistes i carreteres en construcció que comunicaran Bata amb la majoria de les poblacions
de certa entitat de l'interior (Niefang, Ebibeyin, Evinayong, Mongomo) i amb els veïns Camerun i Gabon.

## Marítim
A Guinea Equatorial hi ha tres infraestructures portuàries principals: els ports de Malabo, Bata i Luba.

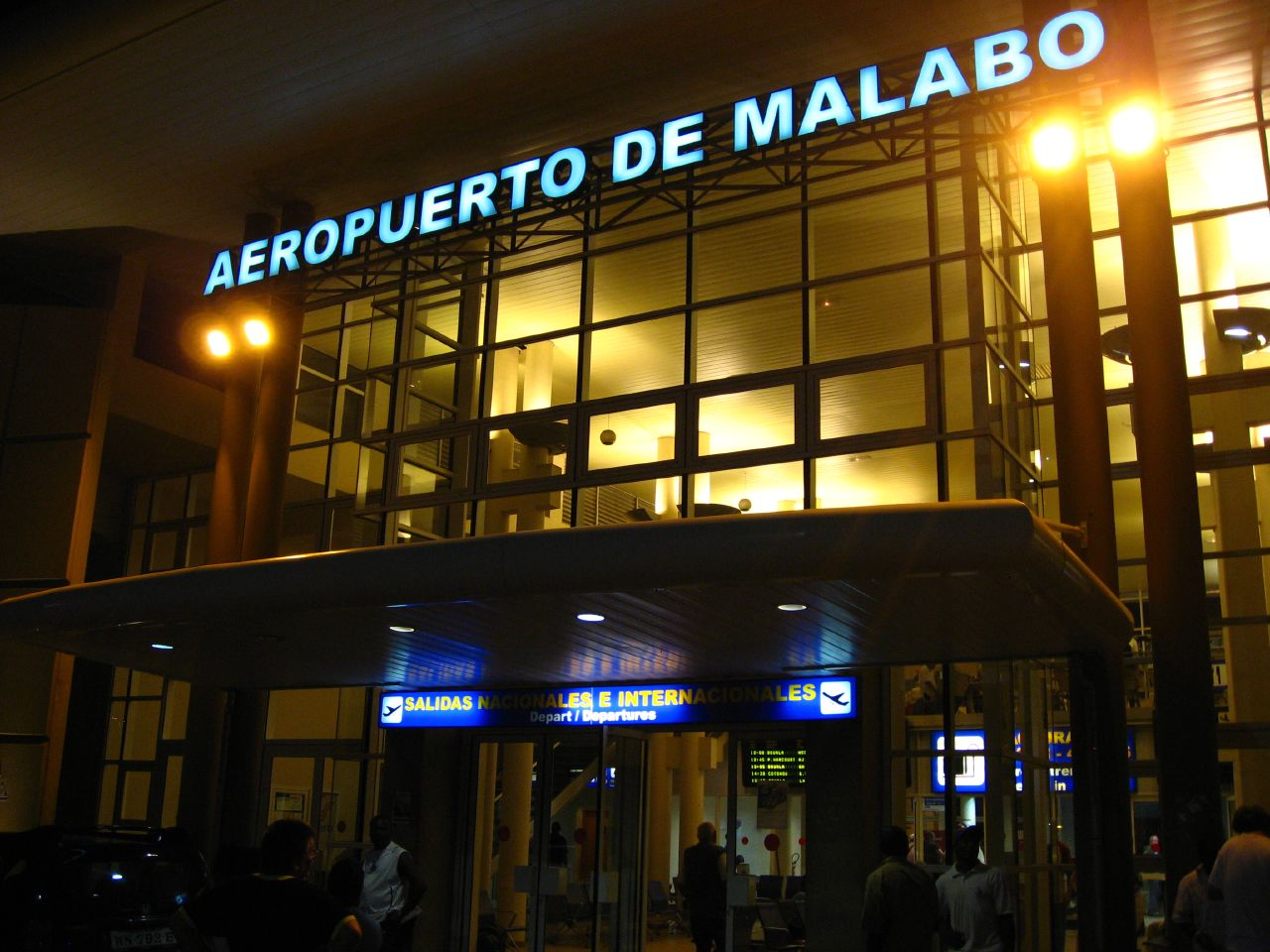
Aeroport Internacional de Malabo

El port de Malabo consta de 484 metres lineals de moll, més un dic d'abric d'uns 400 metres. Disposa a més de 60.000 metres quadrats habilitats per dipositar contenidors. El port té una profunditat natural fins a 16 metres permet acollir vaixells de gran calat. Actualment es ampliat amb una nova zona d'emmagatzematge de mercaderia i amb molls més llargs per a poder atracar més vaixells alhora.
El port de Bata també és ampliat. Els ports de Malabo i de Bata formen part de les infraestructures clau per desenvolupar l'estratègia del govern equatoguineà per fer del país un hub d'interconnexió aeroportuària dins del golf de Guinea. El port de Bata disposa d'un moll de 310 metres de longitud, amb quatre punts d'atracament. El calat a la part interior és d'onze metres i a l'exterior és d'11,30 metres.
La Zona Franca de Luba amb port inclòs té 100 hectàrees, especialitzada com a base logística i d'aprovisionament de vaixells petroliers. Fou inaugurada el 2003 a la ciutat de Luba, a l'oest de l'illa de Bioko, a uns 40 km de la capital, Malabo.
K5 Oil Center és una zona franca amb port inclòs especialitzat en serveis petroliers a Malabo, al quilòmetre 5 de la carretera de l'aeroport. Altres ports del país són els de Cogo, Corisco i Annobón. Hi ha un servei regular entre Malabo i Bata.

## Marina Mercant
En 2005, el país tenia almenys un vaixell mercant (un vaixell de càrrega de 1.000 tones de registre brut o més) en servei, amb un total de 6.556 tones de registre brut.
- Total: 1 vaixell (1.000 tones de registre brut (TRB) o més anys) amb un total de 1.745 tones de registre brut / pes 3.434 tones mètriques (TPM)

- Vaixells per tipus: (1) un vaixell de càrrega[1]

## Transport aeri
Ecuato Guineana d'Aviació és l'aerolínia bandera del país, hi ha sis aeroports a Guinea Equatorial, El seu aeroport principal és l'Aeroport de Malabo, a Punta Europa, l'illa de Bioko.
Els vols internacionals operen des d'aquí a Nigèria, Gabon, Benín, Espanya, Alemanya, França i Suïssa. Guinea Equatorial continental és servida per l'aeroport de Bata, al nord de la ciutat de Bata, que té vols de cabotatge a Malabo. Aquests dos aeroports, juntament amb tres pistes d'aterratge més petites, són les úniques pistes pavimentades al país. Hi ha un altre aeroport sense pavimentar.